# 蘇加托普山

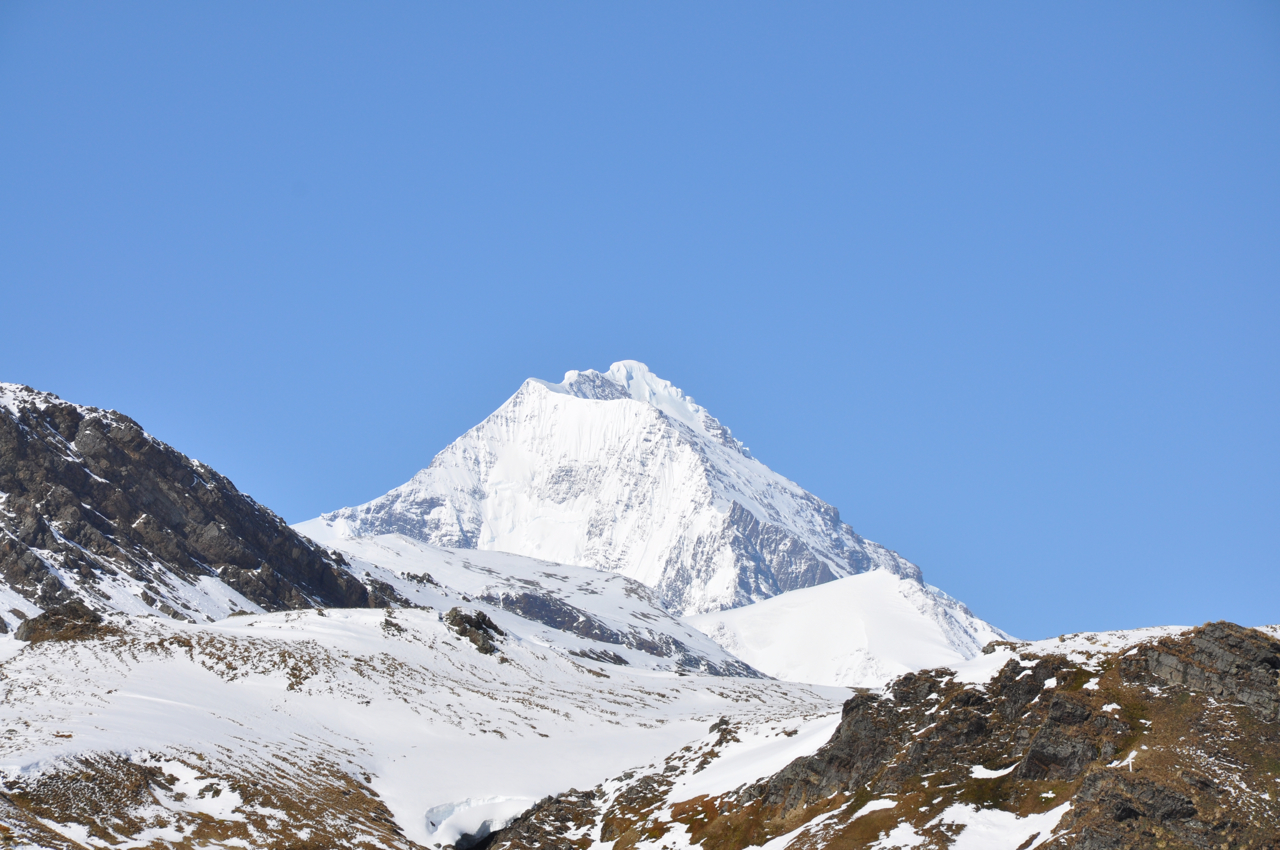

54°22′S 36°38′W / 54.367°S 36.633°W
蘇加托普山（英語：Mount Sugartop），是南極洲的山峰，位於南喬治亞島南佐治亞及南三文治群島，處於帕吉特山西北面8公里，屬於阿勒代斯山脈的一部分，海拔高度2,325米，現時由英國海外領土管轄。